# Kovářov
Kovářov är en ort i Tjeckien.   Den ligger i regionen Södra Böhmen, i den centrala delen av landet, 60 km söder om huvudstaden Prag. Kovářov ligger 528 meter över havet och antalet invånare är 1 435.
Terrängen runt Kovářov är lite kuperad. Runt Kovářov är det ganska tätbefolkat, med 179 invånare per kvadratkilometer. Närmaste större samhälle är Milevsko, 9,5 km sydost om Kovářov. Omgivningarna runt Kovářov är en mosaik av jordbruksmark och naturlig växtlighet.